# Jeffrey Paul Hillelson
Jeffrey Paul Hillelson (* 9. März 1919 in Springfield, Ohio; † 28. Mai 2003 in Shawnee Mission, Kansas) war ein US-amerikanischer Politiker. Zwischen 1953 und 1955 vertrat er den Bundesstaat Missouri im US-Repräsentantenhaus.

## Werdegang
Jeffrey Hillelson besuchte die öffentlichen Schulen seiner Heimat. Während des Zweiten Weltkrieges diente er zwischen 1942 und 1946 in der US Army, deren Reserve er danach angehörte. Anschließend setzte er seine Ausbildung bis 1947 mit einem Studium an der University of Missouri in Kansas City fort. Bis 1952 war Hillelson privater Geschäftsmann. Politisch schloss er sich der Republikanischen Partei an. Im Jahr 1949 leitete er deren Ortsgruppe in Independence.
Bei den Kongresswahlen des Jahres 1952 wurde Hillelson im vierten Wahlbezirk von Missouri in das US-Repräsentantenhaus in Washington, D.C. gewählt, wo er am 3. Januar 1953 die Nachfolge von Leonard Irving antrat. Da er im Jahr 1954 nicht bestätigt wurde, konnte er bis zum 3. Januar 1955 nur eine Legislaturperiode im Kongress absolvieren. Diese war von den Ereignissen des Koreakrieges und der Bürgerrechtsbewegung bestimmt. Zwischen Januar und September 1955 arbeitete Hillelson als Abteilungsleiter (Executive Assistant) im Postministerium. 1956 strebte er erfolglos seine Rückkehr in den Kongress an. In den Jahren 1948, 1952 und 1956 war er Delegierter auf den jeweiligen regionalen republikanischen Parteitagen in Missouri. 1956 nahm er auch als Delegierter an der Republican National Convention in San Francisco teil, auf der Präsident Dwight D. Eisenhower zur Wiederwahl nominiert wurde.
Zwischen 1957 und 1961 leitete Hillelson als Acting Postmaster die Poststelle in Kansas City; von 1963 bis 1969 gehörte er dem dortigen Stadtrat an. Zwischen 1969 und 1974 war er Regionalchef der Dienstleistungsorganisation General Services Administration. In den Jahren 1981 und 1982 war Hillelson Mitglied im Kreisrat des Johnson County im benachbarten Bundesstaat Kansas. Er starb am 28. Mai 2003 in Shawnee Mission und wurde auf dem Nationalfriedhof Arlington in Virginia beigesetzt.